# Repubblica Socialista Sovietica Lituana
La Repubblica Socialista Sovietica Lituana o RSS Lituana (in lituano Lietuvos Tarybų Socialistinė Respublika; in russo Литовская Советская Социалистическая Республика?, Litovskaja Sovietskaja Socialističeskaja Respublika) fu una delle Repubbliche dell'Unione Sovietica nel 1940-1941 e dal 1944 al 1990. Conosciuta anche come Lituania sovietica, dopo il 1946 il suo territorio e i suoi confini rispecchiavano quelli dell'attuale Paese baltico, ad eccezione di piccoli adeguamenti del confine con la Bielorussia.
Durante la seconda guerra mondiale, quando l'URSS non partecipava ancora nel conflitto, la Repubblica di Lituania precedentemente indipendente fu occupata dalle truppe dell'Armata Rossa il 16 giugno 1940, in accordo ai termini del patto Molotov-Ribbentrop del 23 agosto 1939 e del trattato di mutua assistenza sovietico-lituano  stipulati con i baltici; il 21 fu stabilito un governo fantoccio. Tra il 1941 e il 1944, dopo l'avvio del operazione Barbarossa, ebbe luogo l'occupazione tedesca della Lituania, la quale fu inglobata dai nazisti nel Reichskommissariat Ostland. Quando i nazisti si ritirarono tra il 1944 e il 1945, ebbe luogo la rioccupazione sovietica dei paesi baltici e l'egemonia sovietica fu ristabilita per più di quarant'anni. In virtù di una siffatta situazione, molti paesi occidentali continuarono a riconoscere la Lituania come uno stato sovrano de iure, in sintonia con i principi del diritto internazionale, e poiché le ambasciate attive prima del 1940 continuarono ad operare in varie città estere.
Il 18 maggio 1989, la RSS Lituana si dichiarò uno Stato sovrano, sebbene facesse ancora parte dell'URSS. L'11 marzo 1990, la Repubblica di Lituania ritornò a essere uno Stato indipendente. Il paese venne dapprima riconosciuto dalle nazioni occidentali immediatamente prima della dissoluzione dell'Unione Sovietica e, più tardi, anche da questa'ultima il 6 settembre 1991.

## Storia

### Prima occupazione sovietica
L'11 novembre 1918 fu firmato l'armistizio di Compiègne che sanciva la cessazione delle ostilità dell'Impero tedesco. Le truppe militari ancora presenti nella Prussia Orientale, iniziarono a ritirarsi da quei territori. Il 13 novembre dello stesso anno, l'Unione Sovietica venne meno al trattato di Brest-Litovsk, il quale sanciva l'indipendenza della Lituania. L'Armata Rossa lanciò quindi un'offensiva tra il 1918 e il 1919 al fine di occupare Estonia, Lettonia, Lituania, Polonia e Ucraina per raggiungere l'obiettivo politico che Lenin si proponeva, quello della Rivoluzione mondiale: per raggiungere tale scopo occorreva dunque sostituirsi ai governi degli Stati indipendenti confinanti con la Russia. Le forze arrivarono in Lituania nel dicembre del 1918.
Furono queste le condizioni che portarono i sovietici a conquistare una prima volta lo Stato lituano. Seguirà due decenni dopo una nuova occupazione.

### Premesse storiche dell'occupazione del 1940
Il 23 agosto 1939, la Germania nazista e l'Unione Sovietica siglarono il patto Molotov-Ribbentrop, un accordo per la divisione dei territori europei in sfere di influenza: la Lituania sarebbe così appartenuta ai teutonici. Il 28 settembre 1939, l'URSS e la Germania sottoscrissero il c.d. accordo di amicizia e di frontiera sui confini tedeschi-sovietici: con questo accordo segreto si prevedeva la cessione di parte della Polonia da parte dall'URSS in favore della Germania in cambio della Lituania. Il giorno seguente, l'URSS comunicò alla Lituania la volontà di stabilire basi militari sovietiche sul territorio del Paese baltico in cambio di 6.880 km² che facevano parte del Voivodato di Wilno ed erano stati invasi dai sovietici il cui capoluogo era appunto Vilnius. I territori risultarono contesi per circa vent'anni: la rottura delle relazioni diplomatiche tra Polonia e Lituania era infatti avvenuta a seguito della crisi generata dall'ammutinamento di Żeligowski e dalla costituzione dello Stato fantoccio noto come Lituania centrale. Durante le negoziazioni, l'esitante delegazione lituana fu messa al corrente di questa ripartizione accordata con i tedeschi sulle sfere d'influenza e fu intimato di prendere posizione in quanto, se la Lituania avesse rifiutato, Vilnius sarebbe stata annessa alla Bielorussia. Date le circostanze, fu firmato un patto di assistenza reciproca tra la Lituania e l'URSS a Mosca il 10 ottobre 1939: a ciò seguì la possibilità da parte dei sovietici di spostare i propri soldati in Lituania, a maggior ragione a seguito dello scoppio della seconda guerra mondiale. Un totale di 18.786 truppe dell'Armata Rossa fu inviato in posizioni strategicamente importanti della nazione: Alytus, Prienai, Gaižiūnai e Naujoji Vilnia. Quest'evento mise termine alla Repubblica di Lituania e fece rientrare il Paese baltico nella sfera d'influenza sovietica.

### Occupazione e annessione
Mentre i tedeschi stavano procedendo nella campagna di Francia nel maggio e nel giugno del 1940, l'URSS invase tutti e tre i Paesi baltici. Il 14 giugno 1940, la Repubblica lituana fu chiamata a rispondere, in tempi strettissimi, della presunta scomparsa di alcuni soldati russi. Alla scadenza di tale ultimatum, l'URSS avrebbe provveduto (e così fu) a rimuovere dagli incarichi politici perché incompatibili il ministero dell'interno e il comandante del dipartimento di sicurezza nazionale, il governo stesso e concedere la presenza illimitata di truppe russe nell'area. L'accettazione delle condizioni imposte dai russi, rese la Lituania, di fatto, uno Stato fantoccio: a dimostrazione di ciò, vale la pena citare le righe scritte qualche giorno dopo dal Ministro degli Esteri sovietico Vjačeslav Molotov, il quale dichiarò al corrispondente lituano Juozas Urbšys che l'Unione Sovietica avrebbe occupato la Lituania a prescindere da quale fosse stata la risposta del governo dello Stato baltico. Questa situazione fu una chiara violazione di un accordo di diritto internazionale precedentemente stipulato da entrambe le parti sui poteri degli Stati sovrani.
Gli ultimi giorni in cui operò il governo della Repubblica di Lituania riguardarono la discussione sull'ultimatum: molti membri, come anticipato, accettarono. Il 15 giugno, il presidente Antanas Smetona, favorevole a costituire una resistenza almeno simbolica, partì per lasciare il Paese, immaginando un ritorno nel momento in cui la situazione geopolitica fosse mutata. Lasciò il governo in mano a Antanas Merkys. Nel frattempo, l'8ª e l'11ª armata dell'esercito russo, assieme a un totale di 15 divisioni, valicarono i confini. Squadre aeree presero possesso degli aeroporti di Kaunas, Radviliškis e Šiauliai. I reggimenti dell'Armata Rossa smilitarizzarono l'esercito lituano assumendo il controllo degli armamenti di cui erano in possesso con la complicità dei simpatizzanti comunisti del luogo.
Sotto la spinta di Mosca, il 17 giugno 1940, Merkys nominò Justas Paleckis Primo Ministro. Paleckis assunse più tardi le funzioni presidenziali e Vincas Krėvė-Mickevičius fu nominato Primo Ministro. Il Partito Comunista della Lituania fu di nuovo ammesso a partecipare alla vita politica e si attivò subito per produrre stampe e incentivi per supportare il nuovo governo. Fu vietata l'opposizione, così come i giornali non allineati al regime e furono tagliate le relazioni estere. Il 14 e il 15 luglio, ebbero luogo le elezioni del Parlamento del Popolo. Unico contendente fu il Partito dei Lavoratori Lituani, fondato da ex membri di partiti radicali e comunisti. I cittadini furono chiamati a votare, ma era evidente che i risultati sarebbero stati falsati e a seguito della prima riunione del neoeletto Parlamento, il 21 luglio, emerse la "richiesta" inviata all'URSS da parte della Lituania di essere annessa come repubblica sovietica. Subito a seguito di questo evento, si approvarono programmi di sovietizzazione statali. Il 3 agosto, una delegazione formata da membri di spicco dell'esecutivo lituano fu inviata a Mosca per firmare l'annessione e renderla poco tempo dopo ufficiale. Il 25 agosto 1940, una riunione straordinaria del Parlamento Popolare ratificò la Costituzione della Repubblica Socialista Sovietica, simile per forma e contenuti alla Costituzione sovietica del 1936.

### Invasione tedesca e seconda occupazione sovietica
Il 22 giugno 1941, la Wehrmacht invase nel giro di un mese circa la Lituania come previsto dall'operazione Barbarossa. Il Fronte Attivista Lituano (in lituano Lietuvos Aktyvistų Frontas, acronimo LAF), un gruppo di guerriglieri creato dal governo provvisorio e guidato da Kazys Škirpa con l'obiettivo di liberare la Lituania e ristabilire l'indipendenza, cooperò con i tedeschi. Il LAF si macchiò di diversi crimini, primo fra tutti l'uccisione di molte comunità ebraiche lituane durante i primi giorni di Olocausto in Lituania: vale la pena citare i casi di Kurkliai e Alanta. Škirpa fu nominato Primo Ministro del Governo Provvisorio di Lituania. A seguire però, i tedeschi lo misero agli arresti domiciliari e sciolsero il LAF il 5 agosto 1941. Durante l'occupazione nazista, la Lituania divenne parte del Reichskommissariat Ostland. Tra il luglio e l'ottobre del 1944, l'Armata Rossa tornò ad occupare i territori dei Paesi baltici e iniziò la seconda occupazione sovietica. Le prime elezioni che seguirono al conflitto si tennero nell'inverno del 1946, al fine di eleggere 35 membri del Consiglio Supremo della RSS lituana. I risultati furono nuovamente poco trasparenti (affluenza superiore al 90%) e la vittoria dei candidati del Partito Comunista fu schiacciante. Il Consiglio Supremo era formalmente in mano di autorità locali e sostanzialmente gestito dal primo segretario del Comitato Centrale del Partito Comunista, Antanas Sniečkus fino al 1974.

### Crimini dei sovietici
Riacquisito il controllo della Lituania, l'Armata Rossa mise in atto alcuni crimini di guerra nei confronti della popolazione locale. La situazione divenne così incandescente che persino il segretario del Partito Comunista Sniečkus segnalò la questione a Lavrentij Pavlovič Berija il 23 luglio 1945 affermando: "Se tali violenze e rapine continueranno ad essere perpetrate nei dintorni di Kaunas, verranno meno ogni nostro apprezzamento per l'Armata Rossa". Berija riferì il contenuto di tale lettera a Iosif Stalin in persona.
In un rapporto effettuato al Ministero della sicurezza dello Stato, relativo nello specifico la situazione del distretto di Memel, si legge:
Nello stesso rapporto, si riportano rapimenti di diverse donne lituane nella regione di Klaipėda e Šilutė:
Nella regione di Klaipeda furono arrestati e deportati diversi uomini tra i 17 e i 48 anni. Nel dicembre 1944, il comandante del KGB di Priekulė Kazakov scrisse al ministro dell'interno della RSS Lituana Josifas Bertašiūnas che, a causa della violenza dei soldati, molte abitazioni di Priekulė erano divenute inabitabili: finestre distrutte, caminetti pressoché distrutti, strumenti agricoli trafugati o divenuti inutilizzabili. Molti soldati dell'Armata Rossa si sono macchiati di furti, rapimenti, assassinii e i lituani che vedevano soldati russi aggirarsi attorno alle proprie abitazioni di notte, preferivano scappare a gambe levate o barricarsi in casa. Alcune regioni soffrirono maggiormente la presenza dei sovietici anche a causa delle repressioni effettuate contro i Fratelli della foresta.
Un'altra testimonianza riguardo alla giovane età delle vittime è la seguente: "La notte del 20 ottobre, il maggiore dell'aeronautica M. Kapylov, nel tentativo di vendicarsi sulla 14enne Marija Drulaitė che rifiutò di consumare un rapporto sessuale, uccise lei, sua madre e lo zio Juozas, oltre a ferire seriamente un giovane di 12 anni".
Undici divisioni SMERŠ iniziarono a non obbedire ad alcun ordine militare, salvo quelli del NKGB. Le autorità insediatesi a Vilnius, tra cui P. Vetrov, descrissero alcuni casi di violazione di disciplina: il 18 agosto un soldato si recò a pescare sulle rive del fiume Neris con esplosivi: il giorno successivo, si svolse uno scontro a fuoco per un quarto d'ora tra i soldati della guarnigione e le guardie carcerarie; il 22 agosto due ufficiali ubriachi si spararono a vicenda. Il 1º ottobre 1944, il capo dell'NKVD di Kaunas riportò che nella notte del 19 ottobre due soldati dell'aviazione uccisero la famiglia Mavraušaitis durante un furto. Il 17 gennaio 1945, il comandante esecutivo di Alytus richiese che fossero ritirate le unità inviate al fine di eliminare i partigiani lituani perché non solo incendiavano le fattorie e le case occupate dai nemici, ma anche quelle di innocenti. Si assisteva inoltre a casi in cui venivano requisiti immotivatamente beni mobili e capi di bestiame.

### Resistenza dei locali

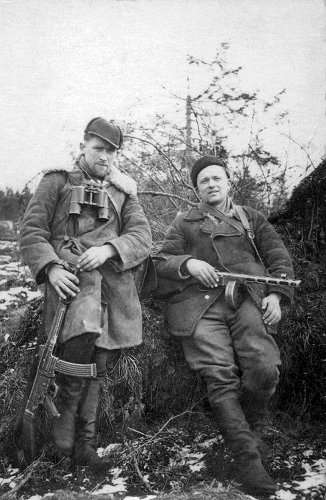
Partigiani lituani

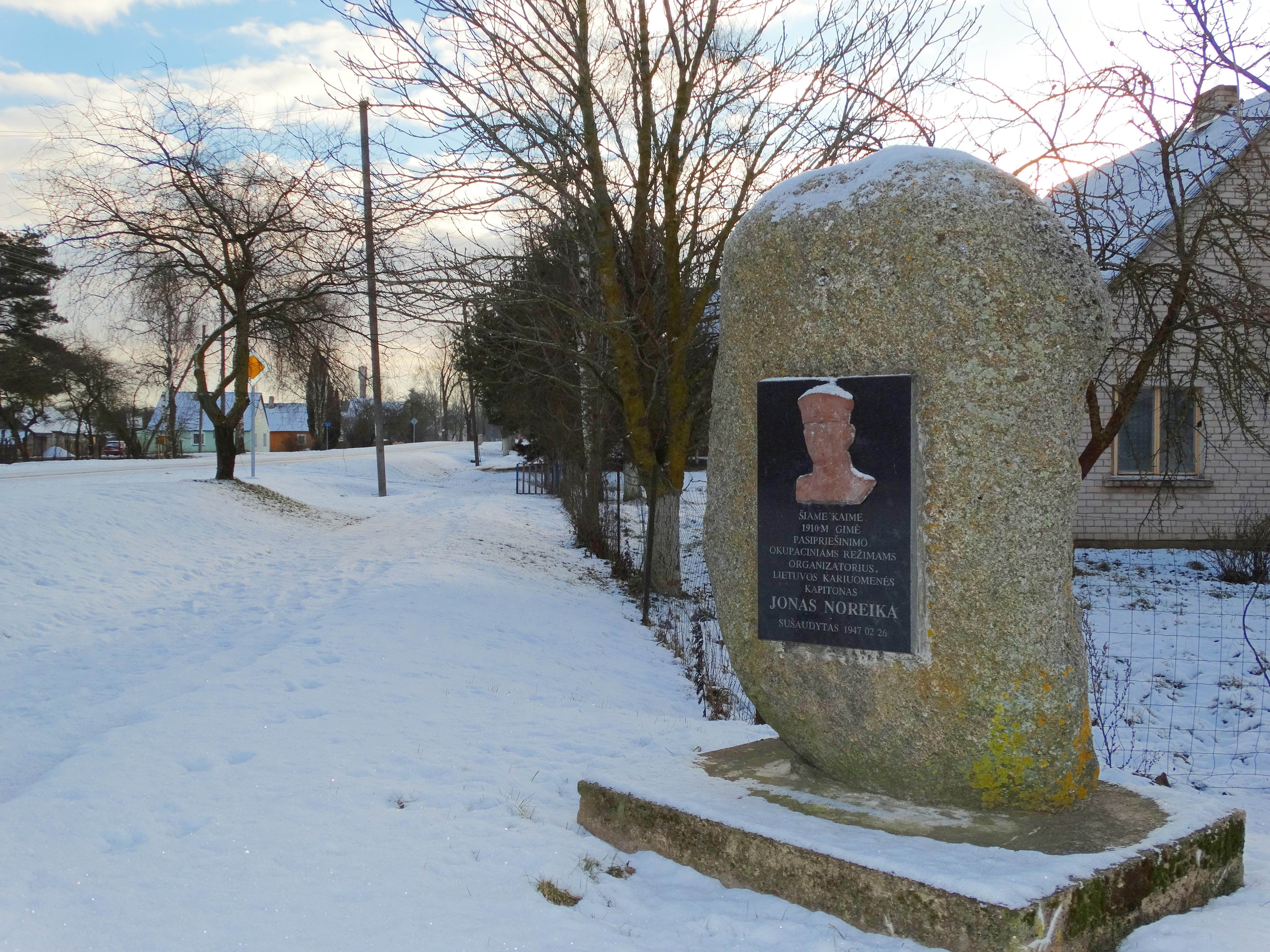
Lapide a Šukioniai, dove nacque il partigiano lituano Jonas Noreika, considerato eroe nazionale

La seconda occupazione sovietica provocò la formazione di gruppi di resistenza nazionale tra 1944 e il 1953 (non solo in Lituania, ma anche in Lettonia, Estonia e Polonia) con l'obiettivo di riottenere l'indipendenza, ristabilire il capitalismo sradicando il comunismo e ripristinando quell'identità nazionale che si riteneva perduta. Risulta intuibile il motivo del perché tali gruppi furono da subito bollati come sovversivi: i sovietici si scontrarono con i locali nei boschi delle regioni dell'Aukštaitija e della Samogizia, dove risultava più semplice nascondersi tra la vegetazione. Si registrano scontri con l'Armata Rossa per il biennio 1944-1946. Dall'estate del 1946, i partigiani continuarono a crescere di numero, costituendosi in comunità e riunendosi in luoghi secreti. Azioni lampo e attacchi a sorpresa furono la strategia d'assalto preferita dai locali: nel 1949, Jonas Žemaitis–Vytautas fondò il Movimento dei Combattenti per la Libertà Lituana (Lietuvos Laisvės Kovu Sajudis). Le strategie di combattimento non vennero a modificarsi, preferendosi sabotaggio e operazioni di guerriglia. I partigiani agivano in piccoli gruppi da 3-5 unità. Nonostante le intenzioni, i ribelli non raggiunsero l'obiettivo e morirono più di 20.000 combattenti. Le politiche repressive adottate dall'URSS spinsero diversi lituani a simpatizzare per i conterranei che lottavano attivamente contro i sovietici.

### Deportazioni di massa

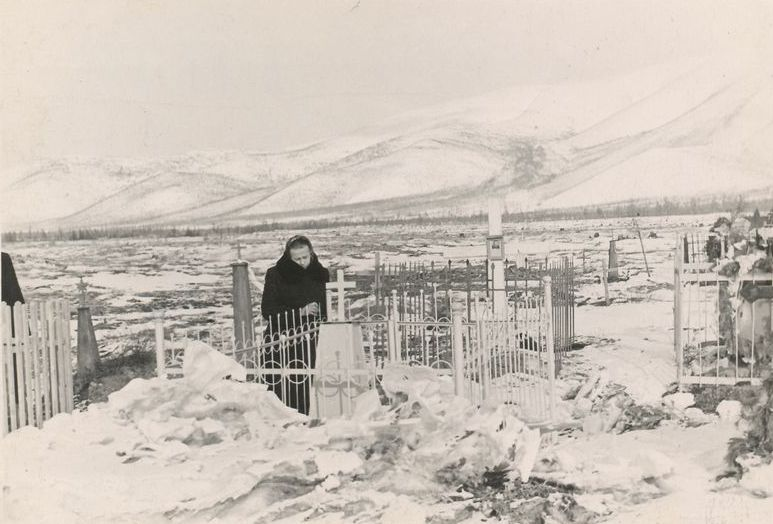
Il prigioniero politico lituano Onutė Milušauskaitė, arrestato nel 1945 perché collaboratore dei Fratelli della foresta): la foto è stata scattata ad Ust'-Omčug

Nel 1944, iniziarono ad essere riportate segnalazioni di "banditi" e "famiglie d'appartenenza", marchiati come sovversivi. Al contempo, come già avvenuto nel giugno 1941, cominciarono nel maggio 1945 le deportazioni forzate in vagoni ferroviari diretti verso le zone più remote dell'URSS, soprattutto nell'attuale Tagikistan. Giunti lì, tali gruppi di persone furono impiegati in piantagioni di cotone. Nel maggio del 1945, una nuova ondata di deportazioni dallo Stato satellite prese vita a seguito delle operazioni compiute dall'NKVD e dall'NKGB. Tra il 18 e il 21 febbraio 1946, gli spostamenti di massa partirono principalmente da quattro insediamenti: Alytus, Marijampolė, Lazdijai e Tauragė.
Il 12 dicembre 1947, la Commissione Centrale del Partito Comunista Lituano comprese che le azioni compiute contro i gruppi di resistenza erano poco efficaci e provarono ad operare misure addizionali, inclusa la delimitazione di una politica agricola basata sul sistema dei kulaki per rafforzare il settore primario. Nel dicembre dello stesso anno, furono spostate altre 2.782 persone, a cui si unirono nei mesi immediatamente successivi altri 1.134 lituani che furono esiliati da diverse contee. A maggio 1948, il numero totale di spostamenti di persone era salito a 13.304: aumentarono operazioni su vasta scala che coinvolsero più di 30.000 impiegati pubblici sovietici. Verso la fine del medesimo mese, fu effettuato un numero incredibile di arresti (36.932 subito per giungere ad un picco di 40.002 in un secondo momento).
La seconda più grande operazione di deportazione ebbe luogo tra il 25 e il 28 marzo 1949: le autorità russe arrestarono 28.981 persone e le costrinsero a salire su dei vagoni diretti in Siberia, assieme a circa 43.000 lettoni (di cui più di 10.000 minorenni) e un numero di estoni tale da rappresentare più del 3% della popolazione del Paese (intorno alle 20.000 persone). Qualcuno dei prigionieri riuscì a sfuggire durante il tragitto: resasi conto dell'accaduto, la polizia sovietica avviò operazioni di ricerca qualche giorno dopo. Come ulteriore misura deterrente, furono inviati altri due vagoni in regioni remote dell'URSS: il totale raggiunto ammontò a 32.000 allontanamenti dal Paese baltico. Dal 1952, 10 operazioni ulteriori furono avviate su scala ridotta. Gli ultimi movimenti si ebbero nel 1953 verso il distretto di Tomsk, Altaj e Krasnojarsk.

### Dissidenti
Anche dopo la repressione dei guerriglieri locali, le autorità locali fallirono nel tentare di sopprimere i movimenti indipendentisti lituani. Società segrete operarono attivamente negli anni cinquanta, pubblicando riviste periodiche e letteratura religiosa. Nei testi stampati, si faceva leva sull'identità nazionale, celebrando eventi storici, casi di patriottismo e incoraggiando l'indipendenza. I dissidenti tentarono inoltre di mostrare al di fuori dei confini nazionali la situazione drammatica e la violazione dei diritti umani, causando un ammorbidimento delle posizioni precedentemente assunte da Mosca. Nel 1972, il giovane Romas Kalanta si immolò a Kaunas in un luogo frequentato in forma di protesta contro il regime (come fece in Repubblica Ceca Jan Palach). A questo evento seguirono una serie di proteste pubbliche a dimostrazione del fatto che una fetta ampia di popolazione era contraria al regime.
La Chiesa Cattolica si schierò contro le politiche sovietiche. Il clero pubblicò opuscoli per le comunità cattoliche della Lituania segretamente distribuiti nei confini nazionali e non. Come accadeva in Polonia, i fedeli si riunivano in piccoli gruppi per celebrare riti religiosi e sacramenti. Le figure religiose più attive represse dall'URSS furono Vincentas Sladkevičius, Sigitas Tamkevičius e Nijolė Sadūnaitė.

### Collasso del regime sovietico

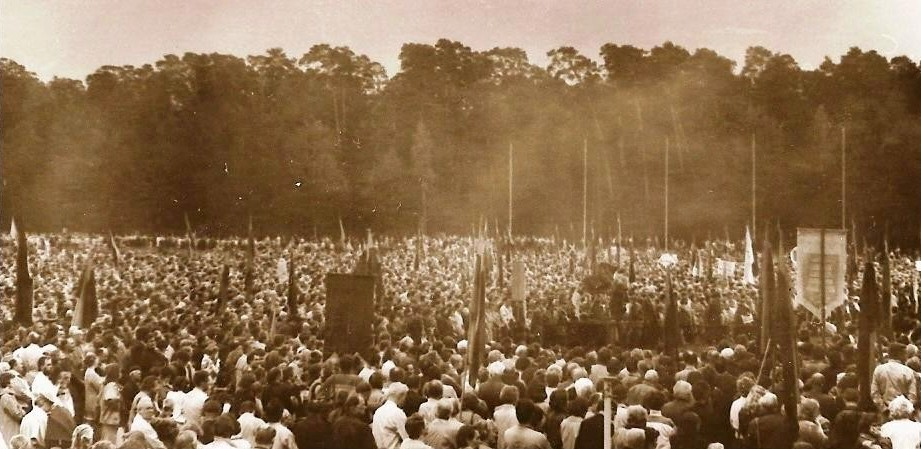
Imponente manifestazione tenutasi al parco Vingis il 23 agosto 1988

Negli anni ottanta, l'URSS conobbe un periodo di grande crisi economica. Nel 1985, Michail Gorbačëv fu eletto Capo di Stato e mise in un atto una serie di riforme volte a porre termine alla guerra fredda (in primis perestrojka e glasnost'). Tale politica portò a un aumento dei movimenti anti-comunisti in tutta l'URSS, inclusa la RSS Lituana. Il 23 agosto 1987 ebbe luogo una grande manifestazione presso il monumento di Adomas Mickevičius a Vilnius. Durante l'incontro, fu condannato pubblicamente il patto Molotov-Ribbentrop, ritenuto una delle cause della travagliata storia a cui era andata incontro la Lituania: l'incontro fu trasmesso dalle emittenti radiofoniche del Paese.
Nel maggio del 1987, la Fondazione Culturale Lituana fu costituita per incentivare le tradizioni nazionali. Il 3 giugno 1988, si fondò il Movimento Riformista Lituano (noto semplicemente come Sąjūdis); la mission che si proponeva riguardava il raggiungimento dell'indipendenza. Il 23 agosto 1988, esattamente un anno dopo l'incontro precedente, ebbe luogo una manifestazione al parco Vingis a Vilnius portando in piazza circa 250.000 persone. Si rafforzarono i legami tra gli Stati baltici, favorendo soprattutto i legami tra Lituania, Lettonia ed Estonia. I tempi erano maturi e la situazione della Russia sembrava non portare ad un risultato differente. La RSS Lituana cessò di esistere de facto l'11 marzo 1990, con la ricostituzione del Parlamento nazionale, il Seimas il quale ebbe modo di redigere e pubblicare la dichiarazione d'indipendenza. Da quando l'URSS prese possesso della Lituania, il servizio diplomatico lituano (operante come governo in esilio) aveva sempre considerato tale evento accaduto in violazione del diritto internazionale: è per questo che non seguì nessuna formale procedura di secessione dall'URSS (cosiddetta teoria della continuità statale), con una serie di questioni secondarie che nacquero per la delimitazione dei confini della neonata Bielorussia.

### Indipendenza

Bandiera della Lituania tra il 1988–1991: le bande orizzontali presentano dimensioni leggermente differenti da quella attuale

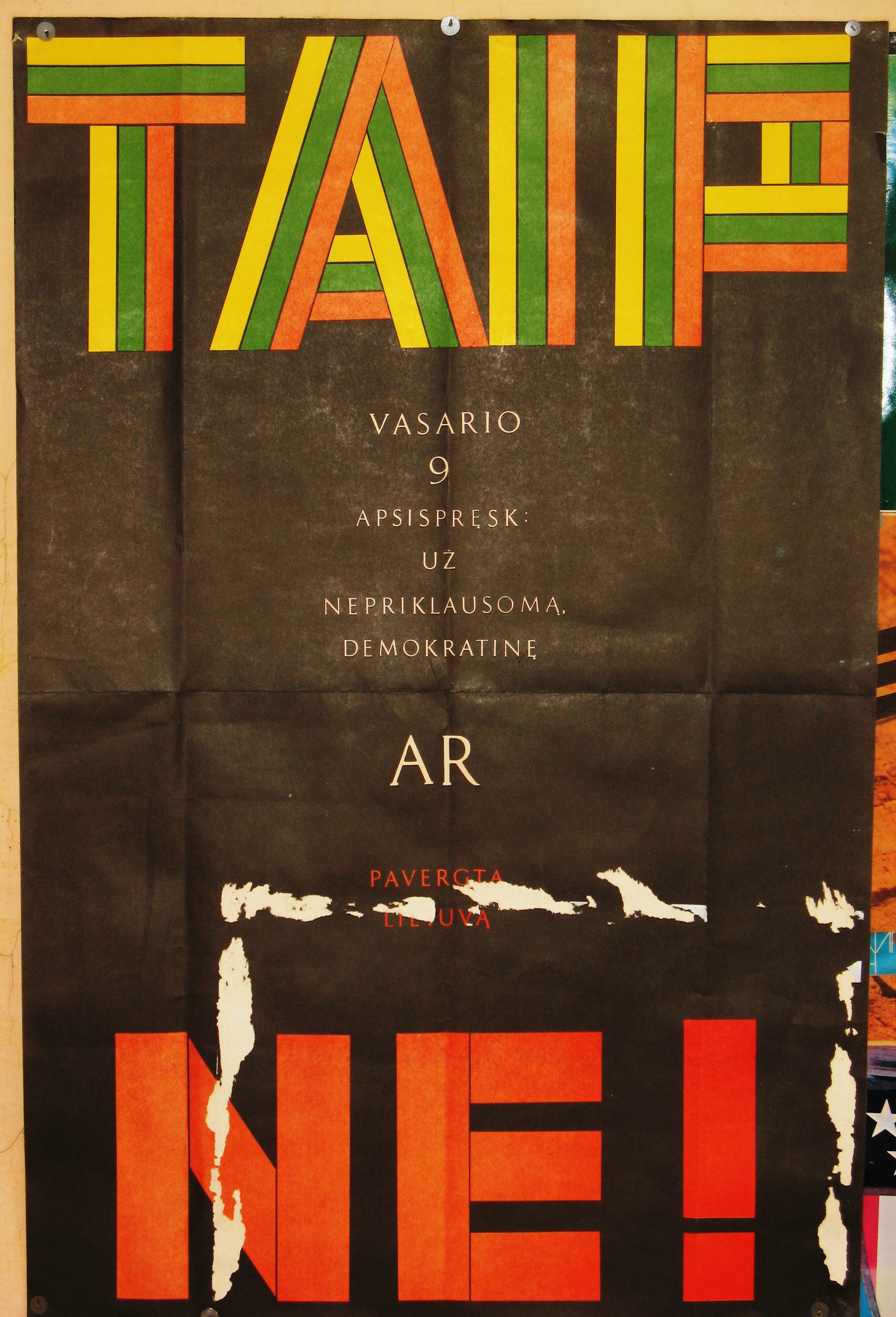
Manifesto illustrativo del 1990: Taip (Sì) a indipendenza e democrazia in Lituania, Ne (No) per una Lituania imbavagliata

Il Paese si dichiarò indipendente con l'Atto di Restaurazione l'11 marzo 1990 con cui si asseriva la restaurazione della Repubblica di Lituania. Precedette l'operazione medesima che fu compiuta solo qualche tempo dopo dagli altri due Stati baltici e fu la prima a rimuovere la parola "Soviet" dal nome ufficiale (sebbene non il primo Stato a operare una secessione dall'URSS). L'Unione Sovietica ritenne tale dichiarazione priva di fondamenta giuridiche e contraria alla Costituzione del 1940, ma nel frattempo il processo di distacco degli Stati satellite in atto continuò a scapito della Russia anche in aree molto distanti (basti pensare al Kirghizistan).
L'Unione Sovietica fissò un referendum da tenersi in diversi Stati assoggettati nei precedenti decenni al controllo russo, soluzione di raccordo a cui si era giunti a causa del tira e molla che si venne a creare tra la posizione del Governo centrale e la posizione dei Paesi che chiedevano l'indipendenza. A seguito della votazione, il risultato fu clamoroso: il 90,4% votò per uscire dall'URSS.
L'Islanda fu il primo Stato a riconoscere l'indipendenza della Lituania. Dopo il putsch di agosto, si unirono altri Stati. L'Unione Sovietica cessò formalmente di esistere il 26 dicembre 1991, 3 mesi dopo il riconoscimento ufficiale da parte del Consiglio Nazionale dell'Unione Sovietica della Lituania indipendente. Dopo l'indipendenza, la Lituania entrò a far parte delle Nazioni Unite il 17 settembre 1991 e l'Unione europea e la NATO nel 2004.

## Politica

### Segretari del Partito Comunista della Lituania
I segretari del PCL furono:
- Antanas Sniečkus, 1940-1941; 1944-1974;
- Petras Griškevičius, 1974-1987;
- Ringaudas Songaila, 1987-1988;
- Algirdas Brazauskas, 1988-1989.

## Economia

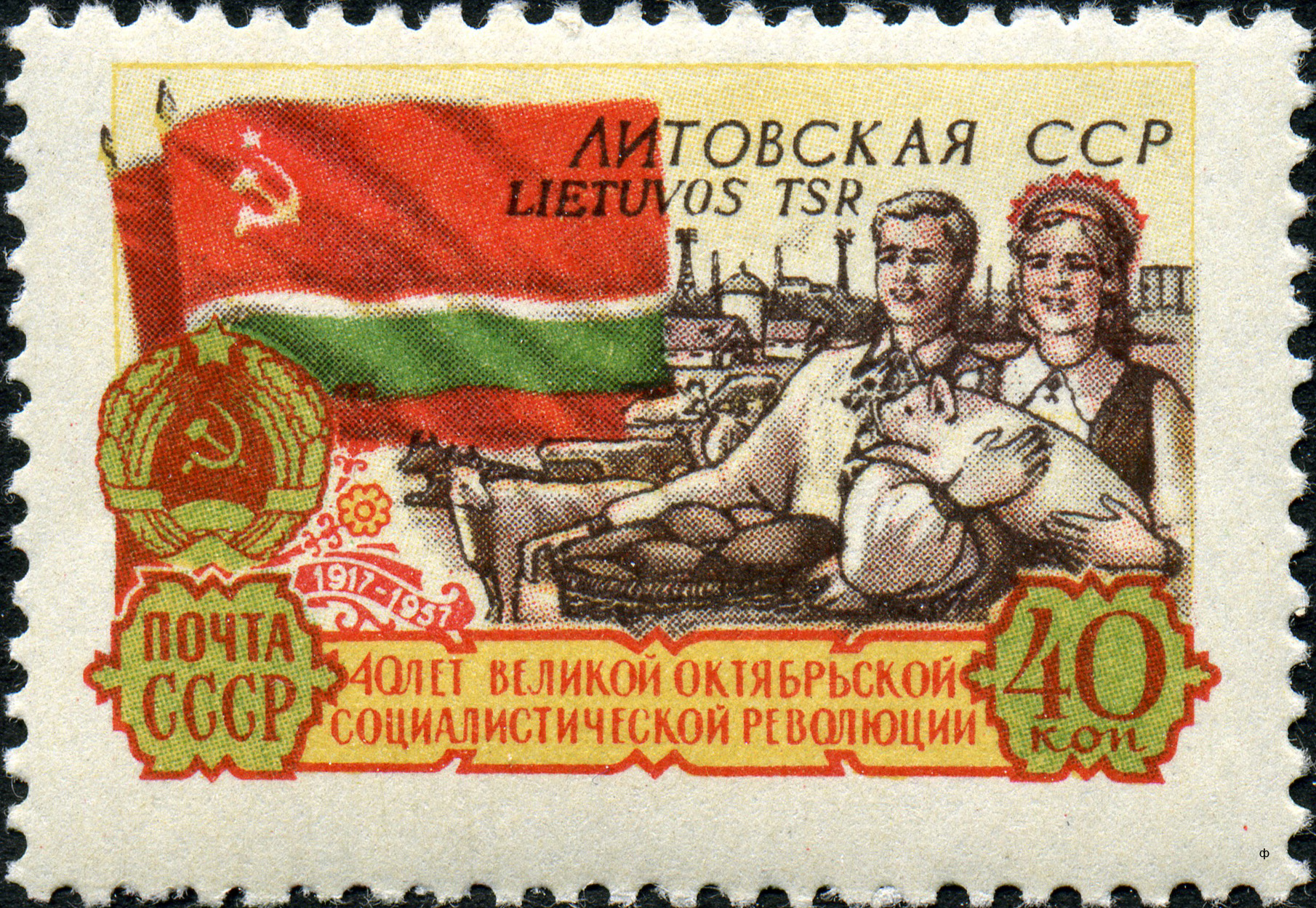
Cartolina della RSS Lituana che mostra lavoratori di una kolkhoz

Il collettivismo nella RSS Lituana ebbe luogo tra il 1947 e il 1952. Il reddito pro capite nel 1990 e il PIL equivaleva a $8,591, sopra la media del resto dell'Unione Sovietica ($6,871). Corrispondeva a meno della metà degli Stati vicini: Norvegia ($18,470), Svezia ($17,680) e Finlandia ($16,868). Nel complesso, nel blocco orientale va considerato il genere di economia che si veniva a creare: inesistenza della libera concorrenza e inflazione galoppante causarono disparità con le altre economie mondiali Questi sistemi collassarono anche a causa degli enormi costi da sostenere e anche a causa dell'aumento del debito pubblico.
La Lituania costituiva lo 0,3% del territorio URSS e l'1,3% della sua popolazione. Nonostante valori bassi, la produzione industriale e agricola raggiungeva livelli importanti: il 22% delle saldature elettriche realizzate negli Stati inglobati dall'URSS proveniva dalla Lituania, così come l'11,1% di saldature elettriche e di torni, il 2.3% di fertilizzanti agricoli, il 4,8% di motori elettrici a corrente alternata, il 2% di carta, il 2,4% di mobili, il 5,2% di calze, il 3,5% di biancheria intima e maglieria, l'1,4% di calzature in pelle, il 5.3% di frigoriferi, il 6,5% di televisori, il 3,7% di prodotti alimentari a base di carne, il 4,7% di burro, l'1,8% di prodotti in scatola e l'1,9% di zucchero.
La Lituania contribuiva al bilancio finanziario dell'URSS in maniera abbastanza significativa. Una stima del 1995, l'occupazione risultasse pari a 80 milioni di litas lituani (più di 23 milioni di euro) comprese le perdite, incluso il personale militare, le proprietà della chiesa e altre voci di bilancio secondarie.

## Cultura
I sovietici promossero assiduamente l'arte popolare: ogni esibizione, libro, film, manifestazione sportiva, museo e grado di istruzione veniva intercalata nel contesto ideologico del tempo, valorizzando soprattutto figure care ai socialisti. Dal 1950, furono avviati festival musicali che cercarono di promuovere musica folkloristica e canzoni non contrastanti con i principi del comunismo. L'impressione che voleva essere offerta riguardava il fornire un'immagine positiva delle condizioni di lavoro nelle fattorie collettive, il trasmettere valori di giustizia, incentivo ad operare nell'industria, lealtà, integrità. Gli artisti più meritevoli venivano premiati col titolo di Artista del Popolo. Negli anni Cinquanta, furono demoliti circa 500 monumenti tra statue, opere architettoniche e figure artistiche a favore di opere legate all'ideologia culturale e artistica del regime. A seguito della destalinizzazione, proliferarono nuovi scrittori in virtù di una libertà d'espressione maggiore (la censura tuttavia continuò ad operare, come accadde nel caso della Lietuviškoji tarybinė enciklopedija, l'enciclopedia lituana redatta nel periodo sovietico). Nelle loro opere, si cercò di ricalcare esperienze storiche e tradizioni nazionali della Lituania. Dalla fine degli anni '50, crebbe anche la produzione teatrale.

## In astronomia
L'asteroide 2577 Litva, scoperto nel 1975 dall’astronomo sovietico Nikolaj Stepanovič Černych, trae il nome dalla RSS Lituana.

## Inno
| (lingua lituana) Tarybinę Lietuvą liaudis sukūrė, Už laisvę ir tiesą kovojus ilgai. Kur Vilnius, kur Nemunas, Baltijos jūra, Ten klesti mūs miestai, derlingi laukai. Tarybų Sąjungoj šlovingoj, Tarp lygių lygi ir laisva, Gyvuok per amžius, būk laiminga, Brangi Tarybų Lietuva! Į laisvę mums Leninas nušvietė kelią, Padėjo kovoj didi rusų tauta. Mus Partija veda į laimę ir galią, Tautų mūs draugystė kaip plienas tvirta. Tarybų Sąjungoj šlovingoj, Tarp lygių lygi ir laisva, Gyvuok per amžius, būk laiminga, Brangi Tarybų Lietuva! Tėvynė galinga, nebijom pavojų, Tebūna padangė taiki ir tyra. Mes darbu sukursim didingą rytojų, Ir žemę nušvies komunizmo aušra. Tarybų Sąjungoj šlovingoj, Tarp lygių lygi ir laisva, Gyvuok per amžius, būk laiminga, Brangi Tarybų Lietuva! | (traduzione italiana) La Lituania sovietica fu creata dal popolo, che combatté a lungo per la libertà e la verità. Dove Vilnius, dove Nemunas, dove il Mar Baltico, Fa' che le nostre città, campi fertili, prosperino. Nella gloriosa Unione Sovietica, tra gli eguali, eguale e libera, vivi per sempre e sii felice, cara Lituania sovietica! Lenin ci ha illuminato il cammino verso la libertà, il grande popolo russo ci ha aiutato nella lotta. Il partito ci ha condotto alla gioia e al benessere, l'amicizia tra le nostre nazioni è solida come l'acciaio. Nella gloriosa Unione Sovietica, tra gli eguali, eguale e liberi, vivi per sempre e sii felice, cara Lituania sovietica! La patria è valorosa, non temiamo pericoli, fa' che i cieli siano pacifici e puri. Con il nosto lavoro creeremo un grande domani, e l'alba del comunismo illuminerà la Terra. Nella gloriosa Unione Sovietica, tra gli eguali, eguale e liberi, vivi per sempre e sii felice, cara Lituania sovietica! |

Parole di: Antanas Venclova, modificate da V. Reimeris; Musica di: Balys Dvarionas e Jonas Švedas